# 堤マサエ
堤 マサエ（つつみ まさえ、1948年 - ）は、日本の社会学者。山梨県立大学国際政策学部名誉教授。
滋賀県出身。愛知大学文学部社会学科卒業、東京教育大学（現、筑波大学）大学院文学研究科社会学専攻修士課程修了（文学修士）、大阪大学大学院にて博士号取得（人間科学）。

## 学歴
- 東京教育大学（現、筑波大学）大学院文学研究科社会学専攻修士課程修了（文学修士）。
- 東京教育大学大学院文学研究科社会学専攻博士課程単位取得退学。
- 大阪大学大学院にて博士号取得（人間科学）。

## 職歴
- 1976年　山梨県立女子短期大学家政学科専任講師。
- 1979年　山梨県立女子短期大学家政学科助教授。
- 1994年　山梨県立女子短期大学生活科学科教授。
- 2005年　山梨県立大学国際政策学部総合政策学科教授。
- 2014年　敦賀市立看護大学看護学部看護学科教授。

## 専門分野および担当科目
- 社会学（家族社会学、地域社会学、労働社会学）
- 人間と社会、現代日本社会論、地域社会論、家族社会学、家族関係学、課題演習Ⅱ（地域政策）、卒業研究。

## 著書
- 「家族社会学の展開」　培風館
- 「日本農村家族の持続と変動ー基層文化を探る社会学的研究」　学文社
- 「母子の心理・社会学」　日本看護協会出版会
- 「母性の社会学」　サイエンス社
- 「変わりつつある家族と家族関係」　ライフサイエンスセンター
- 「母性保健をめぐる指導・教育・相談」　ライフサイエンスセンター
- 「地方からの社会学」　学文社
- 「むらの社会を研究する」　農文協
- 「むらの資源を研究する」　農文協

## 所属学会
- 日本社会学会（研究活動委員2000-2006）
- 日本村落研究学会（理事、ジャーナル編集委員）
- ARSAメンバー
- 日本家族社会学会（監事）
- 比較家族史学会